# Dwars door Vlaanderen 2025
Dwars door Vlaanderen 2025 var den 79:e upplagan av det belgiska cykelloppet Dwars door Vlaanderen. Tävlingen avgjordes den 2 april 2025 med start i Roeselare och målgång i Waregem. Loppet var en del av UCI World Tour 2025 och vanns av amerikanske Neilson Powless från cykelstallet EF Education–EasyPost.

## Deltagande lag
| WorldTeams (18)- Lidl-Trek - Alpecin-Deceuninck - Arkéa-B&B Hotels - XDS Astana Team - Bahrain-Victorious - Cofidis - Decathlon AG2R La Mondiale Team - EF Education-EasyPost - Groupama-FDJ - Ineos Grenadiers - Intermarché-Wanty - Movistar Team - Red Bull-BORA-hansgrohe - Soudal Quick-Step - Team Picnic-PostNL - Team Jayco AlUla - Team Visma \| Lease a Bike - UAE Team Emirates XRG ProTeams (7)- Uno-X Mobility - Lotto - Wagner Bazin WB - Israel-Premier Tech - Q36.5 Pro Cycling Team - Team Flanders-Baloise - Tudor Pro Cycling Team |
| |

## Resultat
| \| Totaltävlingen \| Totaltävlingen \| Totaltävlingen \| Totaltävlingen \| Totaltävlingen \| \| Cyklist \| Cyklist \| Lag \| Tid \| \| \| -------------- \| ---------------- \| -------------------------- \| -------------- \| -------------- \| \| 1. \| Neilson Powless \| EF Education-EasyPost \| 3t 57' 14" \| \| \| 2. \| Wout van Aert \| Team Visma \\| Lease a Bike \| + 0" \| \| \| 3. \| Tiesj Benoot \| Team Visma \\| Lease a Bike \| + 0" \| \| \| 4. \| Matteo Jorgenson \| Team Visma \\| Lease a Bike \| + 5" \| \| \| 5. \| Mads Pedersen \| Lidl-Trek \| + 45" \| \| \| 6. \| Tibor del Grosso \| Alpecin-Deceuninck \| + 45" \| \| \| 7. \| Dries De Bondt \| Decathlon-AG2R La Mondiale \| + 47" \| \| \| 8. \| Arjen Livyns \| Lotto \| + 47" \| \| \| 9. \| Stefan Küng \| Groupama-FDJ \| + 47" \| \| \| 10. \| Alec Segaert \| Lotto \| + 47" \| \| |                  |                            |            |
| |                  |                            |            |
| Källa: ProCyclingStats |                  |                            |            |
| Totaltävlingen |                  |                            |            |
| Cyklist | Cyklist          | Lag                        | Tid        |
| 1. | Neilson Powless  | EF Education-EasyPost      | 3t 57' 14" |
| 2. | Wout van Aert    | Team Visma \| Lease a Bike | + 0"       |
| 3. | Tiesj Benoot     | Team Visma \| Lease a Bike | + 0"       |
| 4. | Matteo Jorgenson | Team Visma \| Lease a Bike | + 5"       |
| 5. | Mads Pedersen    | Lidl-Trek                  | + 45"      |
| 6. | Tibor del Grosso | Alpecin-Deceuninck         | + 45"      |
| 7. | Dries De Bondt   | Decathlon-AG2R La Mondiale | + 47"      |
| 8. | Arjen Livyns     | Lotto                      | + 47"      |
| 9. | Stefan Küng      | Groupama-FDJ               | + 47"      |
| 10. | Alec Segaert     | Lotto                      | + 47"      |

## Startlista
| Team Visma \| Lease a Bike TVL              | Team Visma \| Lease a Bike TVL | Team Visma \| Lease a Bike TVL |
| ------------------------------------------- | ------------------------------ | ------------------------------ |
| #                                           | Cyklist                        | Placering                      |
| 1                                           | Matteo Jorgenson (USA)         | 4.                             |
| 2                                           | Wout van Aert (BEL)            | 2.                             |
| 3                                           | Tiesj Benoot (BEL)             | 3.                             |
| 4                                           | Per Strand Hagenes (NOR)       | 88.                            |
| 5                                           | Edoardo Affini (ITA)           | DNF                            |
| 6                                           | Dylan van Baarle (NED)         | 23.                            |
| 7                                           | Tosh Van der Sande (BEL)       | 84.                            |
| Sportchef : Richard Plugge, Maarten Wynants |                                |                                |

| Intermarché-Wanty IWA                          | Intermarché-Wanty IWA                | Intermarché-Wanty IWA |
| ---------------------------------------------- | ------------------------------------ | --------------------- |
| #                                              | Cyklist                              | Placering             |
| 11                                             | Biniam Girmay (ERI)                  | 17.                   |
| 12                                             | Arne Marit (BEL)                     | DNF                   |
| 13                                             | Vito Braet (BEL)                     | 34.                   |
| 14                                             | Roel Daan van Sintmaartensdijk (NED) | 37.                   |
| 15                                             | Hugo Page (FRA)                      | DNF                   |
| 16                                             | Laurenz Rex (BEL)                    | 28.                   |
| 17                                             | Taco van der Hoorn (NED)             | DNF                   |
| Sportchef : Frederik Veuchelen, Dimitri Claeys |                                      |                       |

| Lidl-Trek LTK                           | Lidl-Trek LTK        | Lidl-Trek LTK |
| --------------------------------------- | -------------------- | ------------- |
| #                                       | Cyklist              | Placering     |
| 21                                      | Mads Pedersen (DEN)  | 5.            |
| 22                                      | Jonathan Milan (ITA) | DNF           |
| 23                                      | Jasper Stuyven (BEL) | 18.           |
| 24                                      | Edward Theuns (BEL)  | 62.           |
| 25                                      | Toms Skujiņš (LAT)   | DNF           |
| 26                                      | Alex Kirsch (LUX)    | DNS           |
| 27                                      | Tim Declercq (BEL)   | 81.           |
| Sportchef : Michael Schär, Grégory Rast |                      |               |

| Lotto LOT                                    | Lotto LOT                    | Lotto LOT |
| -------------------------------------------- | ---------------------------- | --------- |
| #                                            | Cyklist                      | Placering |
| 31                                           | Alec Segaert (BEL)           | 10.       |
| 32                                           | Jenno Berckmoes (BEL)        | DNF       |
| 33                                           | Sébastien Grignard (BEL)     | 77.       |
| 34                                           | Joshua Giddings (GBR)        | 83.       |
| 35                                           | Steffen De Schuyteneer (BEL) | 52.       |
| 36                                           | Arjen Livyns (BEL)           | 8.        |
| 37                                           | Brent Van Moer (BEL)         | 82.       |
| Sportchef : Nikolas Maes, Kurt Van De Wouwer |                              |           |

| Groupama-FDJ GFC                          | Groupama-FDJ GFC       | Groupama-FDJ GFC |
| ----------------------------------------- | ---------------------- | ---------------- |
| #                                         | Cyklist                | Placering        |
| 41                                        | Stefan Küng (SUI)      | 9.               |
| 42                                        | Lewis Askey (GBR)      | DNF              |
| 43                                        | Eddy Le Huitouze (FRA) | DNF              |
| 44                                        | Johan Jacobs (SUI)     | DNF              |
| 45                                        | Olivier Le Gac (FRA)   | DNF              |
| 46                                        | Valentin Madouas (FRA) | 90.              |
| 47                                        | Clément Russo (FRA)    | 50.              |
| Sportchef : Marc Madiot, Frédéric Guesdon |                        |                  |

| UAE Team Emirates XRG UAD | UAE Team Emirates XRG UAD         | UAE Team Emirates XRG UAD |
| ------------------------- | --------------------------------- | ------------------------- |
| #                         | Cyklist                           | Placering                 |
| 51                        | Tim Wellens (BEL)                 | DNF                       |
| 52                        | Filippo Baroncini (ITA)           | 71.                       |
| 53                        | Juan Sebastián Molano (COL)       | DNF                       |
| 54                        | Jhonatan Narváez (ECU) (landsväg) | 66.                       |
| 55                        | Nils Politt (GER)                 | DNF                       |
| 56                        | Rui Oliveira (POR)                | DNS                       |
| 57                        | Mikkel Bjerg (DEN)                | 21.                       |
| Sportchef : Marco Marcato |                                   |                           |

| Alpecin-Deceuninck ADC                            | Alpecin-Deceuninck ADC      | Alpecin-Deceuninck ADC |
| ------------------------------------------------- | --------------------------- | ---------------------- |
| #                                                 | Cyklist                     | Placering              |
| 61                                                | Jasper Philipsen (BEL)      | DNF                    |
| 62                                                | Tibor del Grosso (NED)      | 6.                     |
| 63                                                | Fabio Van den Bossche (BEL) | 39.                    |
| 64                                                | Tobias Bayer (AUT)          | DNF                    |
| 65                                                | Edward Planckaert (BEL)     | 56.                    |
| 66                                                | Xandro Meurisse (BEL)       | DNF                    |
| 67                                                | Jonas Rickaert (BEL)        | DNF                    |
| Sportchef : Christoph Roodhooft, Frederik Willems |                             |                        |

| XDS Astana Team XAT                           | XDS Astana Team XAT              | XDS Astana Team XAT |
| --------------------------------------------- | -------------------------------- | ------------------- |
| #                                             | Cyklist                          | Placering           |
| 71                                            | Alberto Bettiol (ITA) (landsväg) | DNF                 |
| 72                                            | Cees Bol (NED)                   | 13.                 |
| 73                                            | Alessandro Romele (ITA)          | DNF                 |
| 74                                            | Davide Ballerini (ITA)           | 95.                 |
| 75                                            | Max Kanter (GER)                 | 96.                 |
| 76                                            | Mike Teunissen (NED)             | 45.                 |
| 77                                            | Davide Toneatti (ITA)            | DNF                 |
| Sportchef : Stefano Zanini, Claudio Cucinotta |                                  |                     |

| Uno-X Mobility UXM                             | Uno-X Mobility UXM                | Uno-X Mobility UXM |
| ---------------------------------------------- | --------------------------------- | ------------------ |
| #                                              | Cyklist                           | Placering          |
| 81                                             | Alexander Kristoff (NOR)          | DNF                |
| 82                                             | Jonas Abrahamsen (NOR)            | DNF                |
| 83                                             | Markus Hoelgaard (NOR) (landsväg) | 26.                |
| 84                                             | William Blume Levy (DEN)          | DNF                |
| 85                                             | Anders Skaarseth (NOR)            | DNF                |
| 86                                             | Rasmus Fossum Tiller (NOR)        | 11.                |
| 87                                             | Søren Wærenskjold (NOR)           | DNF                |
| Sportchef : Gino Van Oudenhove, Leonard Snoeks |                                   |                    |

| EF Education-EasyPost EFE                | EF Education-EasyPost EFE   | EF Education-EasyPost EFE |
| ---------------------------------------- | --------------------------- | ------------------------- |
| #                                        | Cyklist                     | Placering                 |
| 91                                       | Neilson Powless (USA)       | 1.                        |
| 92                                       | Harry Sweeny (AUS)          | 40.                       |
| 93                                       | Marijn van den Berg (NED)   | 14.                       |
| 94                                       | Owain Doull (GBR)           | DNF                       |
| 95                                       | Mikkel Frølich Honoré (DEN) | 22.                       |
| 96                                       | Madis Mihkels (EST)         | DNF                       |
| 97                                       | Max Walker (GBR)            | DNF                       |
| Sportchef : Ken Vanmarcke, Andreas Klier |                             |                           |

| Red Bull-Bora-Hansgrohe RBH                  | Red Bull-Bora-Hansgrohe RBH | Red Bull-Bora-Hansgrohe RBH |
| -------------------------------------------- | --------------------------- | --------------------------- |
| #                                            | Cyklist                     | Placering                   |
| 101                                          | Jordi Meeus (BEL)           | 43.                         |
| 102                                          | Ryan Mullen (IRL)           | DNF                         |
| 103                                          | Filip Maciejuk (POL)        | 92.                         |
| 104                                          | Danny van Poppel (NED)      | DNF                         |
| 105                                          | Laurence Pithie (NZL)       | DNF                         |
| 106                                          | Mick van Dijke (NED)        | 15.                         |
| 107                                          | Sam Welsford (AUS)          | 97.                         |
| Sportchef : Heinrich Haussler, Roger Hammond |                             |                             |

| Ineos Grenadiers IGD                        | Ineos Grenadiers IGD   | Ineos Grenadiers IGD |
| ------------------------------------------- | ---------------------- | -------------------- |
| #                                           | Cyklist                | Placering            |
| 111                                         | Magnus Sheffield (USA) | 25.                  |
| 112                                         | Tobias Foss (NOR)      | DNF                  |
| 113                                         | Josh Tarling (GBR)     | DNF                  |
| 114                                         | Bob Jungels (LUX)      | 76.                  |
| 115                                         | Ben Swift (GBR)        | 55.                  |
| 116                                         | Samuel Watson (GBR)    | DNF                  |
| 117                                         | Connor Swift (GBR)     | DNF                  |
| Sportchef : Kurt-Asle Arvesen, Ian Stannard |                        |                      |

| Arkéa-B&B Hotels ARK                          | Arkéa-B&B Hotels ARK  | Arkéa-B&B Hotels ARK |
| --------------------------------------------- | --------------------- | -------------------- |
| #                                             | Cyklist               | Placering            |
| 121                                           | Luca Mozzato (ITA)    | DNF                  |
| 122                                           | Arnaud Démare (FRA)   | 64.                  |
| 123                                           | Amaury Capiot (BEL)   | DNF                  |
| 124                                           | Giosuè Epis (ITA)     | DNF                  |
| 125                                           | Léandre Lozouet (FRA) | 69.                  |
| 126                                           | Miles Scotson (AUS)   | DNF                  |
| 127                                           | Pierre Thierry (FRA)  | DNF                  |
| Sportchef : Mickaël Delage, Sébastien Hinault |                       |                      |

| Cofidis COF                                    | Cofidis COF          | Cofidis COF |
| ---------------------------------------------- | -------------------- | ----------- |
| #                                              | Cyklist              | Placering   |
| 131                                            | Piet Allegaert (BEL) | DNS         |
| 132                                            | Bryan Coquard (FRA)  | 24.         |
| 133                                            | Aimé De Gendt (BEL)  | 67.         |
| 134                                            | Sam Maisonobe (FRA)  | 68.         |
| 135                                            | Alexis Renard (FRA)  | 44.         |
| 136                                            | Ludovic Robeet (BEL) | DNF         |
| 137                                            | Nolann Mahoudo (FRA) | DNF         |
| Sportchef : Thierry Marichal, Jimmy Engoulvent |                      |             |

| Soudal Quick-Step SOQ                        | Soudal Quick-Step SOQ        | Soudal Quick-Step SOQ |
| -------------------------------------------- | ---------------------------- | --------------------- |
| #                                            | Cyklist                      | Placering             |
| 141                                          | Tim Merlier (BEL) (landsväg) | 53.                   |
| 142                                          | Yves Lampaert (BEL)          | 19.                   |
| 143                                          | Paul Magnier (FRA)           | DNF                   |
| 144                                          | Warre Vangheluwe (BEL)       | DNF                   |
| 145                                          | Pascal Eenkhoorn (NED)       | 36.                   |
| 146                                          | Casper Pedersen (DEN)        | 58.                   |
| 147                                          | Bert Van Lerberghe (BEL)     | 38.                   |
| Sportchef : Wilfried Peeters, Kevin Hulsmans |                              |                       |

| Movistar Team MOV                              | Movistar Team MOV         | Movistar Team MOV |
| ---------------------------------------------- | ------------------------- | ----------------- |
| #                                              | Cyklist                   | Placering         |
| 151                                            | Iván García Cortina (ESP) | 46.               |
| 152                                            | Orluis Aular (VEN)        | 32.               |
| 153                                            | Davide Cimolai (ITA)      | DNF               |
| 154                                            | Manlio Moro (ITA)         | 94.               |
| 155                                            | Mathias Norsgaard (DEN)   | 78.               |
| 156                                            | Lorenzo Milesi (ITA)      | 54.               |
| 157                                            | Gonzalo Serrano (ESP)     | 60.               |
| Sportchef : Jürgen Roelandts, Leonardo Piepoli |                           |                   |

| Q36.5 Pro Cycling Team Q36            | Q36.5 Pro Cycling Team Q36     | Q36.5 Pro Cycling Team Q36 |
| ------------------------------------- | ------------------------------ | -------------------------- |
| #                                     | Cyklist                        | Placering                  |
| 161                                   | Fabio Christen (SUI)           | 57.                        |
| 162                                   | Giacomo Nizzolo (ITA)          | 42.                        |
| 163                                   | David González (ESP)           | DNF                        |
| 164                                   | Emīls Liepiņš (LAT) (landsväg) | 59.                        |
| 165                                   | Rory Townsend (IRL)            | DNF                        |
| 166                                   | Nicolò Parisini (ITA)          | 48.                        |
| 167                                   | Jannik Steimle (GER)           | 86.                        |
| Sportchef : Jens Zemke, Kurt Bogaerts |                                |                            |

| Decathlon-AG2R La Mondiale DAT           | Decathlon-AG2R La Mondiale DAT           | Decathlon-AG2R La Mondiale DAT |
| ---------------------------------------- | ---------------------------------------- | ------------------------------ |
| #                                        | Cyklist                                  | Placering                      |
| 171                                      | Pierre Gautherat (FRA)                   | 12.                            |
| 172                                      | Dries De Bondt (BEL)                     | 7.                             |
| 173                                      | Sander De Pestel (BEL)                   | 31.                            |
| 174                                      | Oscar Chamberlain (AUS)                  | 73.                            |
| 175                                      | Gianluca Pollefliet (BEL)                | DNF                            |
| 176                                      | Sam Bennett (IRL)                        | DNF                            |
| 177                                      | Rasmus Søjberg Pedersen (DEN) (landsväg) | 89.                            |
| Sportchef : Julien Jurdie, Didier Jannel |                                          |                                |

| Team Jayco AlUla JAY        | Team Jayco AlUla JAY   | Team Jayco AlUla JAY |
| --------------------------- | ---------------------- | -------------------- |
| #                           | Cyklist                | Placering            |
| 181                         | Max Walscheid (GER)    | 41.                  |
| 182                         | Robert Donaldson (GBR) | DNF                  |
| 183                         | Patrick Gamper (AUT)   | DNF                  |
| 184                         | Jelte Krijnsen (NED)   | DNF                  |
| 185                         | Kelland O'Brien (AUS)  | 35.                  |
| 186                         | Elmar Reinders (NED)   | 85.                  |
| 187                         | Jasha Sütterlin (GER)  | 80.                  |
| Sportchef : Tristan Hoffman |                        |                      |

| Israel-Premier Tech IPT                           | Israel-Premier Tech IPT | Israel-Premier Tech IPT |
| ------------------------------------------------- | ----------------------- | ----------------------- |
| #                                                 | Cyklist                 | Placering               |
| 191                                               | Joseph Blackmore (GBR)  | 20.                     |
| 192                                               | Riley Pickrell (CAN)    | DNF                     |
| 193                                               | Matis Louvel (FRA)      | DNF                     |
| 194                                               | Nadav Raisberg (ISR)    | DNF                     |
| 195                                               | Riley Sheehan (USA)     | 65.                     |
| 196                                               | Jake Stewart (GBR)      | DNF                     |
| 197                                               | Tom Van Asbroeck (BEL)  | 29.                     |
| Sportchef : Steve Bauer, Jonathan Patrick McCarty |                         |                         |

| Bahrain Victorious TBV   | Bahrain Victorious TBV    | Bahrain Victorious TBV |
| ------------------------ | ------------------------- | ---------------------- |
| #                        | Cyklist                   | Placering              |
| 201                      | Matej Mohorič (SLO)       | 49.                    |
| 202                      | Fred Wright (GBR)         | 16.                    |
| 203                      | Roman Ermakov (RUS)       | DNF                    |
| 204                      | Alberto Bruttomesso (ITA) | DNF                    |
| 205                      | Andrea Pasqualon (ITA)    | 47.                    |
| 206                      | Vlad Van Mechelen (BEL)   | 51.                    |
| 207                      | Robert Stannard (AUS)     | DNF                    |
| Sportchef : Michał Gołaś |                           |                        |

| Team Picnic-PostNL TPP                    | Team Picnic-PostNL TPP    | Team Picnic-PostNL TPP |
| ----------------------------------------- | ------------------------- | ---------------------- |
| #                                         | Cyklist                   | Placering              |
| 211                                       | John Degenkolb (GER)      | 30.                    |
| 212                                       | Alexander Edmondson (AUS) | DNF                    |
| 213                                       | Timo Roosen (NED)         | DNF                    |
| 214                                       | Sean Flynn (GBR)          | DNF                    |
| 215                                       | Enzo Leijnse (NED)        | DNF                    |
| 216                                       | Tim Naberman (NED)        | DNF                    |
| 217                                       | Julius van den Berg (NED) | 74.                    |
| Sportchef : Melvin Rullière, Pim Ligthart |                           |                        |

| Wagner Bazin WB WB2                                        | Wagner Bazin WB WB2     | Wagner Bazin WB WB2 |
| ---------------------------------------------------------- | ----------------------- | ------------------- |
| #                                                          | Cyklist                 | Placering           |
| 221                                                        | Quentin Bezza (FRA)     | DNF                 |
| 222                                                        | Ceriel Desal (BEL)      | 70.                 |
| 223                                                        | Michiel Lambrecht (BEL) | 72.                 |
| 224                                                        | Jens Reynders (BEL)     | 63.                 |
| 225                                                        | Kenneth Van Rooy (BEL)  | DNF                 |
| 226                                                        | Sasha Weemaes (BEL)     | DNF                 |
| 227                                                        | Loïc Vliegen (BEL)      | 79.                 |
| Sportchef : Jean-Denis Vandenbroucke, Christophe Detilloux |                         |                     |

| Team Flanders-Baloise TFB                  | Team Flanders-Baloise TFB | Team Flanders-Baloise TFB |
| ------------------------------------------ | ------------------------- | ------------------------- |
| #                                          | Cyklist                   | Placering                 |
| 231                                        | Dylan Vandenstorme (BEL)  | 75.                       |
| 232                                        | Victor Vercouillie (BEL)  | DNF                       |
| 233                                        | Brem Deman (BEL)          | 91.                       |
| 234                                        | Tuur Dens (BEL)           | DNF                       |
| 235                                        | Vince Gerits (BEL)        | DNF                       |
| 236                                        | Vincent Van Hemelen (BEL) | 93.                       |
| 237                                        | Yentl Vandevelde (BEL)    | DNF                       |
| Sportchef : Hans De Clercq, Andy Missotten |                           |                           |

| Tudor Pro Cycling Team TUD                | Tudor Pro Cycling Team TUD | Tudor Pro Cycling Team TUD |
| ----------------------------------------- | -------------------------- | -------------------------- |
| #                                         | Cyklist                    | Placering                  |
| 241                                       | Rick Pluimers (NED)        | 27.                        |
| 242                                       | Fabian Lienhard (SUI)      | 61.                        |
| 243                                       | Petr Kelemen (CZE)         | DNF                        |
| 244                                       | Arthur Kluckers (LUX)      | DNF                        |
| 245                                       | Alexander Krieger (GER)    | 33.                        |
| 246                                       | Marius Mayrhofer (GER)     | 87.                        |
| 247                                       | Aivaras Mikutis (LTU)      | DNF                        |
| Sportchef : Bart Leysen, Morgan Lamoisson |                            |                            |

| Team Visma \| Lease a Bike TVL              | Team Visma \| Lease a Bike TVL | Team Visma \| Lease a Bike TVL |
| ------------------------------------------- | ------------------------------ | ------------------------------ |
| #                                           | Cyklist                        | Placering                      |
| 1                                           | Matteo Jorgenson (USA)         | 4.                             |
| 2                                           | Wout van Aert (BEL)            | 2.                             |
| 3                                           | Tiesj Benoot (BEL)             | 3.                             |
| 4                                           | Per Strand Hagenes (NOR)       | 88.                            |
| 5                                           | Edoardo Affini (ITA)           | DNF                            |
| 6                                           | Dylan van Baarle (NED)         | 23.                            |
| 7                                           | Tosh Van der Sande (BEL)       | 84.                            |
| Sportchef : Richard Plugge, Maarten Wynants |                                |                                |

| Intermarché-Wanty IWA                          | Intermarché-Wanty IWA                | Intermarché-Wanty IWA |
| ---------------------------------------------- | ------------------------------------ | --------------------- |
| #                                              | Cyklist                              | Placering             |
| 11                                             | Biniam Girmay (ERI)                  | 17.                   |
| 12                                             | Arne Marit (BEL)                     | DNF                   |
| 13                                             | Vito Braet (BEL)                     | 34.                   |
| 14                                             | Roel Daan van Sintmaartensdijk (NED) | 37.                   |
| 15                                             | Hugo Page (FRA)                      | DNF                   |
| 16                                             | Laurenz Rex (BEL)                    | 28.                   |
| 17                                             | Taco van der Hoorn (NED)             | DNF                   |
| Sportchef : Frederik Veuchelen, Dimitri Claeys |                                      |                       |

| Lidl-Trek LTK                           | Lidl-Trek LTK        | Lidl-Trek LTK |
| --------------------------------------- | -------------------- | ------------- |
| #                                       | Cyklist              | Placering     |
| 21                                      | Mads Pedersen (DEN)  | 5.            |
| 22                                      | Jonathan Milan (ITA) | DNF           |
| 23                                      | Jasper Stuyven (BEL) | 18.           |
| 24                                      | Edward Theuns (BEL)  | 62.           |
| 25                                      | Toms Skujiņš (LAT)   | DNF           |
| 26                                      | Alex Kirsch (LUX)    | DNS           |
| 27                                      | Tim Declercq (BEL)   | 81.           |
| Sportchef : Michael Schär, Grégory Rast |                      |               |

| Lotto LOT                                    | Lotto LOT                    | Lotto LOT |
| -------------------------------------------- | ---------------------------- | --------- |
| #                                            | Cyklist                      | Placering |
| 31                                           | Alec Segaert (BEL)           | 10.       |
| 32                                           | Jenno Berckmoes (BEL)        | DNF       |
| 33                                           | Sébastien Grignard (BEL)     | 77.       |
| 34                                           | Joshua Giddings (GBR)        | 83.       |
| 35                                           | Steffen De Schuyteneer (BEL) | 52.       |
| 36                                           | Arjen Livyns (BEL)           | 8.        |
| 37                                           | Brent Van Moer (BEL)         | 82.       |
| Sportchef : Nikolas Maes, Kurt Van De Wouwer |                              |           |

| Groupama-FDJ GFC                          | Groupama-FDJ GFC       | Groupama-FDJ GFC |
| ----------------------------------------- | ---------------------- | ---------------- |
| #                                         | Cyklist                | Placering        |
| 41                                        | Stefan Küng (SUI)      | 9.               |
| 42                                        | Lewis Askey (GBR)      | DNF              |
| 43                                        | Eddy Le Huitouze (FRA) | DNF              |
| 44                                        | Johan Jacobs (SUI)     | DNF              |
| 45                                        | Olivier Le Gac (FRA)   | DNF              |
| 46                                        | Valentin Madouas (FRA) | 90.              |
| 47                                        | Clément Russo (FRA)    | 50.              |
| Sportchef : Marc Madiot, Frédéric Guesdon |                        |                  |

| UAE Team Emirates XRG UAD | UAE Team Emirates XRG UAD         | UAE Team Emirates XRG UAD |
| ------------------------- | --------------------------------- | ------------------------- |
| #                         | Cyklist                           | Placering                 |
| 51                        | Tim Wellens (BEL)                 | DNF                       |
| 52                        | Filippo Baroncini (ITA)           | 71.                       |
| 53                        | Juan Sebastián Molano (COL)       | DNF                       |
| 54                        | Jhonatan Narváez (ECU) (landsväg) | 66.                       |
| 55                        | Nils Politt (GER)                 | DNF                       |
| 56                        | Rui Oliveira (POR)                | DNS                       |
| 57                        | Mikkel Bjerg (DEN)                | 21.                       |
| Sportchef : Marco Marcato |                                   |                           |

| Alpecin-Deceuninck ADC                            | Alpecin-Deceuninck ADC      | Alpecin-Deceuninck ADC |
| ------------------------------------------------- | --------------------------- | ---------------------- |
| #                                                 | Cyklist                     | Placering              |
| 61                                                | Jasper Philipsen (BEL)      | DNF                    |
| 62                                                | Tibor del Grosso (NED)      | 6.                     |
| 63                                                | Fabio Van den Bossche (BEL) | 39.                    |
| 64                                                | Tobias Bayer (AUT)          | DNF                    |
| 65                                                | Edward Planckaert (BEL)     | 56.                    |
| 66                                                | Xandro Meurisse (BEL)       | DNF                    |
| 67                                                | Jonas Rickaert (BEL)        | DNF                    |
| Sportchef : Christoph Roodhooft, Frederik Willems |                             |                        |

| XDS Astana Team XAT                           | XDS Astana Team XAT              | XDS Astana Team XAT |
| --------------------------------------------- | -------------------------------- | ------------------- |
| #                                             | Cyklist                          | Placering           |
| 71                                            | Alberto Bettiol (ITA) (landsväg) | DNF                 |
| 72                                            | Cees Bol (NED)                   | 13.                 |
| 73                                            | Alessandro Romele (ITA)          | DNF                 |
| 74                                            | Davide Ballerini (ITA)           | 95.                 |
| 75                                            | Max Kanter (GER)                 | 96.                 |
| 76                                            | Mike Teunissen (NED)             | 45.                 |
| 77                                            | Davide Toneatti (ITA)            | DNF                 |
| Sportchef : Stefano Zanini, Claudio Cucinotta |                                  |                     |

| Uno-X Mobility UXM                             | Uno-X Mobility UXM                | Uno-X Mobility UXM |
| ---------------------------------------------- | --------------------------------- | ------------------ |
| #                                              | Cyklist                           | Placering          |
| 81                                             | Alexander Kristoff (NOR)          | DNF                |
| 82                                             | Jonas Abrahamsen (NOR)            | DNF                |
| 83                                             | Markus Hoelgaard (NOR) (landsväg) | 26.                |
| 84                                             | William Blume Levy (DEN)          | DNF                |
| 85                                             | Anders Skaarseth (NOR)            | DNF                |
| 86                                             | Rasmus Fossum Tiller (NOR)        | 11.                |
| 87                                             | Søren Wærenskjold (NOR)           | DNF                |
| Sportchef : Gino Van Oudenhove, Leonard Snoeks |                                   |                    |

| EF Education-EasyPost EFE                | EF Education-EasyPost EFE   | EF Education-EasyPost EFE |
| ---------------------------------------- | --------------------------- | ------------------------- |
| #                                        | Cyklist                     | Placering                 |
| 91                                       | Neilson Powless (USA)       | 1.                        |
| 92                                       | Harry Sweeny (AUS)          | 40.                       |
| 93                                       | Marijn van den Berg (NED)   | 14.                       |
| 94                                       | Owain Doull (GBR)           | DNF                       |
| 95                                       | Mikkel Frølich Honoré (DEN) | 22.                       |
| 96                                       | Madis Mihkels (EST)         | DNF                       |
| 97                                       | Max Walker (GBR)            | DNF                       |
| Sportchef : Ken Vanmarcke, Andreas Klier |                             |                           |

| Red Bull-Bora-Hansgrohe RBH                  | Red Bull-Bora-Hansgrohe RBH | Red Bull-Bora-Hansgrohe RBH |
| -------------------------------------------- | --------------------------- | --------------------------- |
| #                                            | Cyklist                     | Placering                   |
| 101                                          | Jordi Meeus (BEL)           | 43.                         |
| 102                                          | Ryan Mullen (IRL)           | DNF                         |
| 103                                          | Filip Maciejuk (POL)        | 92.                         |
| 104                                          | Danny van Poppel (NED)      | DNF                         |
| 105                                          | Laurence Pithie (NZL)       | DNF                         |
| 106                                          | Mick van Dijke (NED)        | 15.                         |
| 107                                          | Sam Welsford (AUS)          | 97.                         |
| Sportchef : Heinrich Haussler, Roger Hammond |                             |                             |

| Ineos Grenadiers IGD                        | Ineos Grenadiers IGD   | Ineos Grenadiers IGD |
| ------------------------------------------- | ---------------------- | -------------------- |
| #                                           | Cyklist                | Placering            |
| 111                                         | Magnus Sheffield (USA) | 25.                  |
| 112                                         | Tobias Foss (NOR)      | DNF                  |
| 113                                         | Josh Tarling (GBR)     | DNF                  |
| 114                                         | Bob Jungels (LUX)      | 76.                  |
| 115                                         | Ben Swift (GBR)        | 55.                  |
| 116                                         | Samuel Watson (GBR)    | DNF                  |
| 117                                         | Connor Swift (GBR)     | DNF                  |
| Sportchef : Kurt-Asle Arvesen, Ian Stannard |                        |                      |

| Arkéa-B&B Hotels ARK                          | Arkéa-B&B Hotels ARK  | Arkéa-B&B Hotels ARK |
| --------------------------------------------- | --------------------- | -------------------- |
| #                                             | Cyklist               | Placering            |
| 121                                           | Luca Mozzato (ITA)    | DNF                  |
| 122                                           | Arnaud Démare (FRA)   | 64.                  |
| 123                                           | Amaury Capiot (BEL)   | DNF                  |
| 124                                           | Giosuè Epis (ITA)     | DNF                  |
| 125                                           | Léandre Lozouet (FRA) | 69.                  |
| 126                                           | Miles Scotson (AUS)   | DNF                  |
| 127                                           | Pierre Thierry (FRA)  | DNF                  |
| Sportchef : Mickaël Delage, Sébastien Hinault |                       |                      |

| Cofidis COF                                    | Cofidis COF          | Cofidis COF |
| ---------------------------------------------- | -------------------- | ----------- |
| #                                              | Cyklist              | Placering   |
| 131                                            | Piet Allegaert (BEL) | DNS         |
| 132                                            | Bryan Coquard (FRA)  | 24.         |
| 133                                            | Aimé De Gendt (BEL)  | 67.         |
| 134                                            | Sam Maisonobe (FRA)  | 68.         |
| 135                                            | Alexis Renard (FRA)  | 44.         |
| 136                                            | Ludovic Robeet (BEL) | DNF         |
| 137                                            | Nolann Mahoudo (FRA) | DNF         |
| Sportchef : Thierry Marichal, Jimmy Engoulvent |                      |             |

| Soudal Quick-Step SOQ                        | Soudal Quick-Step SOQ        | Soudal Quick-Step SOQ |
| -------------------------------------------- | ---------------------------- | --------------------- |
| #                                            | Cyklist                      | Placering             |
| 141                                          | Tim Merlier (BEL) (landsväg) | 53.                   |
| 142                                          | Yves Lampaert (BEL)          | 19.                   |
| 143                                          | Paul Magnier (FRA)           | DNF                   |
| 144                                          | Warre Vangheluwe (BEL)       | DNF                   |
| 145                                          | Pascal Eenkhoorn (NED)       | 36.                   |
| 146                                          | Casper Pedersen (DEN)        | 58.                   |
| 147                                          | Bert Van Lerberghe (BEL)     | 38.                   |
| Sportchef : Wilfried Peeters, Kevin Hulsmans |                              |                       |

| Movistar Team MOV                              | Movistar Team MOV         | Movistar Team MOV |
| ---------------------------------------------- | ------------------------- | ----------------- |
| #                                              | Cyklist                   | Placering         |
| 151                                            | Iván García Cortina (ESP) | 46.               |
| 152                                            | Orluis Aular (VEN)        | 32.               |
| 153                                            | Davide Cimolai (ITA)      | DNF               |
| 154                                            | Manlio Moro (ITA)         | 94.               |
| 155                                            | Mathias Norsgaard (DEN)   | 78.               |
| 156                                            | Lorenzo Milesi (ITA)      | 54.               |
| 157                                            | Gonzalo Serrano (ESP)     | 60.               |
| Sportchef : Jürgen Roelandts, Leonardo Piepoli |                           |                   |

| Q36.5 Pro Cycling Team Q36            | Q36.5 Pro Cycling Team Q36     | Q36.5 Pro Cycling Team Q36 |
| ------------------------------------- | ------------------------------ | -------------------------- |
| #                                     | Cyklist                        | Placering                  |
| 161                                   | Fabio Christen (SUI)           | 57.                        |
| 162                                   | Giacomo Nizzolo (ITA)          | 42.                        |
| 163                                   | David González (ESP)           | DNF                        |
| 164                                   | Emīls Liepiņš (LAT) (landsväg) | 59.                        |
| 165                                   | Rory Townsend (IRL)            | DNF                        |
| 166                                   | Nicolò Parisini (ITA)          | 48.                        |
| 167                                   | Jannik Steimle (GER)           | 86.                        |
| Sportchef : Jens Zemke, Kurt Bogaerts |                                |                            |

| Decathlon-AG2R La Mondiale DAT           | Decathlon-AG2R La Mondiale DAT           | Decathlon-AG2R La Mondiale DAT |
| ---------------------------------------- | ---------------------------------------- | ------------------------------ |
| #                                        | Cyklist                                  | Placering                      |
| 171                                      | Pierre Gautherat (FRA)                   | 12.                            |
| 172                                      | Dries De Bondt (BEL)                     | 7.                             |
| 173                                      | Sander De Pestel (BEL)                   | 31.                            |
| 174                                      | Oscar Chamberlain (AUS)                  | 73.                            |
| 175                                      | Gianluca Pollefliet (BEL)                | DNF                            |
| 176                                      | Sam Bennett (IRL)                        | DNF                            |
| 177                                      | Rasmus Søjberg Pedersen (DEN) (landsväg) | 89.                            |
| Sportchef : Julien Jurdie, Didier Jannel |                                          |                                |

| Team Jayco AlUla JAY        | Team Jayco AlUla JAY   | Team Jayco AlUla JAY |
| --------------------------- | ---------------------- | -------------------- |
| #                           | Cyklist                | Placering            |
| 181                         | Max Walscheid (GER)    | 41.                  |
| 182                         | Robert Donaldson (GBR) | DNF                  |
| 183                         | Patrick Gamper (AUT)   | DNF                  |
| 184                         | Jelte Krijnsen (NED)   | DNF                  |
| 185                         | Kelland O'Brien (AUS)  | 35.                  |
| 186                         | Elmar Reinders (NED)   | 85.                  |
| 187                         | Jasha Sütterlin (GER)  | 80.                  |
| Sportchef : Tristan Hoffman |                        |                      |

| Israel-Premier Tech IPT                           | Israel-Premier Tech IPT | Israel-Premier Tech IPT |
| ------------------------------------------------- | ----------------------- | ----------------------- |
| #                                                 | Cyklist                 | Placering               |
| 191                                               | Joseph Blackmore (GBR)  | 20.                     |
| 192                                               | Riley Pickrell (CAN)    | DNF                     |
| 193                                               | Matis Louvel (FRA)      | DNF                     |
| 194                                               | Nadav Raisberg (ISR)    | DNF                     |
| 195                                               | Riley Sheehan (USA)     | 65.                     |
| 196                                               | Jake Stewart (GBR)      | DNF                     |
| 197                                               | Tom Van Asbroeck (BEL)  | 29.                     |
| Sportchef : Steve Bauer, Jonathan Patrick McCarty |                         |                         |

| Bahrain Victorious TBV   | Bahrain Victorious TBV    | Bahrain Victorious TBV |
| ------------------------ | ------------------------- | ---------------------- |
| #                        | Cyklist                   | Placering              |
| 201                      | Matej Mohorič (SLO)       | 49.                    |
| 202                      | Fred Wright (GBR)         | 16.                    |
| 203                      | Roman Ermakov (RUS)       | DNF                    |
| 204                      | Alberto Bruttomesso (ITA) | DNF                    |
| 205                      | Andrea Pasqualon (ITA)    | 47.                    |
| 206                      | Vlad Van Mechelen (BEL)   | 51.                    |
| 207                      | Robert Stannard (AUS)     | DNF                    |
| Sportchef : Michał Gołaś |                           |                        |

| Team Picnic-PostNL TPP                    | Team Picnic-PostNL TPP    | Team Picnic-PostNL TPP |
| ----------------------------------------- | ------------------------- | ---------------------- |
| #                                         | Cyklist                   | Placering              |
| 211                                       | John Degenkolb (GER)      | 30.                    |
| 212                                       | Alexander Edmondson (AUS) | DNF                    |
| 213                                       | Timo Roosen (NED)         | DNF                    |
| 214                                       | Sean Flynn (GBR)          | DNF                    |
| 215                                       | Enzo Leijnse (NED)        | DNF                    |
| 216                                       | Tim Naberman (NED)        | DNF                    |
| 217                                       | Julius van den Berg (NED) | 74.                    |
| Sportchef : Melvin Rullière, Pim Ligthart |                           |                        |

| Wagner Bazin WB WB2                                        | Wagner Bazin WB WB2     | Wagner Bazin WB WB2 |
| ---------------------------------------------------------- | ----------------------- | ------------------- |
| #                                                          | Cyklist                 | Placering           |
| 221                                                        | Quentin Bezza (FRA)     | DNF                 |
| 222                                                        | Ceriel Desal (BEL)      | 70.                 |
| 223                                                        | Michiel Lambrecht (BEL) | 72.                 |
| 224                                                        | Jens Reynders (BEL)     | 63.                 |
| 225                                                        | Kenneth Van Rooy (BEL)  | DNF                 |
| 226                                                        | Sasha Weemaes (BEL)     | DNF                 |
| 227                                                        | Loïc Vliegen (BEL)      | 79.                 |
| Sportchef : Jean-Denis Vandenbroucke, Christophe Detilloux |                         |                     |

| Team Flanders-Baloise TFB                  | Team Flanders-Baloise TFB | Team Flanders-Baloise TFB |
| ------------------------------------------ | ------------------------- | ------------------------- |
| #                                          | Cyklist                   | Placering                 |
| 231                                        | Dylan Vandenstorme (BEL)  | 75.                       |
| 232                                        | Victor Vercouillie (BEL)  | DNF                       |
| 233                                        | Brem Deman (BEL)          | 91.                       |
| 234                                        | Tuur Dens (BEL)           | DNF                       |
| 235                                        | Vince Gerits (BEL)        | DNF                       |
| 236                                        | Vincent Van Hemelen (BEL) | 93.                       |
| 237                                        | Yentl Vandevelde (BEL)    | DNF                       |
| Sportchef : Hans De Clercq, Andy Missotten |                           |                           |

| Tudor Pro Cycling Team TUD                | Tudor Pro Cycling Team TUD | Tudor Pro Cycling Team TUD |
| ----------------------------------------- | -------------------------- | -------------------------- |
| #                                         | Cyklist                    | Placering                  |
| 241                                       | Rick Pluimers (NED)        | 27.                        |
| 242                                       | Fabian Lienhard (SUI)      | 61.                        |
| 243                                       | Petr Kelemen (CZE)         | DNF                        |
| 244                                       | Arthur Kluckers (LUX)      | DNF                        |
| 245                                       | Alexander Krieger (GER)    | 33.                        |
| 246                                       | Marius Mayrhofer (GER)     | 87.                        |
| 247                                       | Aivaras Mikutis (LTU)      | DNF                        |
| Sportchef : Bart Leysen, Morgan Lamoisson |                            |                            |

Förklaringar
DNF = Fullföljde inte, OTL = Utanför tidsgränsen, DNS = Startade inte, DSQ = Diskvalificerad